# Janakkala
Janakkala [ˈjɑnɑkːɑlɑ] ist eine Gemeinde im Süden Finnlands mit 16.280 Einwohnern (Stand 31. Dezember 2022). Sie liegt in der Landschaft Kanta-Häme rund 15 km südlich der Stadt Hämeenlinna und 90 km nördlich der Hauptstadt Helsinki.

## Geographie
Janakkala liegt am Oberlauf des Vanajavesi-Seengebiets, das vom Gewässersystem des Kokemäenjoki-Flusses durchflossen wird. Die Gewässer der näheren Umgebung fließen in den See Kernaalanjärvi, der wiederum über den Fluss Hiidenjoki in den Vanajavesi-See entwässert wird. Außerdem sind zahlreiche Oser für die Landschaft charakteristisch. Die ebenen Gebiete zwischen den Osern sind fruchtbar und werden landwirtschaftlich genutzt.

## Siedlung
Janakkala hat zwei Siedlungszentren: Turenki mit (7079 Einwohner am 31. Dezember 2004), und Tervakoski (4881 Einwohner). Das Kirchdorf Tarinmaa folgt mit nur 396 Einwohnern erst an vierter Stelle hinter Leppäkoski (435 Einwohner). Weitere Dörfer im Gemeindegebiet sind Heinäjoki, Hiisi, Hyvikkälä, Kerkkola, Kernaala, Kiipula, Kiri, Koljala, Löyttymäki, Mallinkainen, Melkkola, Napiala, Saloinen, Sauvala, Tanttala, Uhkoila, Virala und Vähikkälä. Insgesamt leben drei Viertel der Einwohner der Gemeinde in geschlossenen Ortschaften. Die Einwohnerzahl der Gemeinde ist dank der Nähe zu Hämeenlinna und der Grundstückspolitik der Gemeinde ansteigend.

## Wappen
Beschreibung: In Rot ein hersehender blaugezungter goldener Luchskopf unter einem zinnengeschnittenen goldenem Schildhaupt mit einem schwarzen Prankenkreuz, auf dem zu seinen Seiten je eine schwarze  Speerspitze zeigt.

## Geschichte
Die erste urkundliche Erwähnung von Janakkala stammt aus dem Jahr 1341. Während der Zeit der schwedischen Herrschaft entstanden in Janakkala zahlreiche Gutshöfe. Janakkala gehört zu den Gemeinden Finnlands mit den meisten Herrensitzen. Teilweise sind die Gutshöfe immer noch im Besitz der alten Adelsgeschlechter. Die politische Gemeinde Janakkala besteht seit 1866.

## Persönlichkeiten
- Ida Aalberg (1857–1915), Schauspielerin, in Janakkala geboren
- Tauno Marttinen (1912–2008), Komponist, starb in Janakkala
- Veikko Lahti (1926–2014), Ringer, in Janakkala geboren
- Reko Lundán (1969–2006), Schriftsteller, Dramatiker und Theaterregisseur, in Janakkala geboren
- Petri Keskitalo (1972–2023), Musiker, in Janakkala geboren
- Mika Marila (* 1973), Skirennläufer, in Janakkala geboren

## Sehenswürdigkeiten
Die dem heiligen Laurentius geweihte Feldsteinkirche wurde 1520 geweiht
Zu den wichtigsten Attraktionen von Janakkala gehört der Erlebnispark Puuhamaa und das Skisportzentrum Kalpalinna, das 12 Pisten mit einer Länge von bis zu 450 Metern vorzuweisen hat.

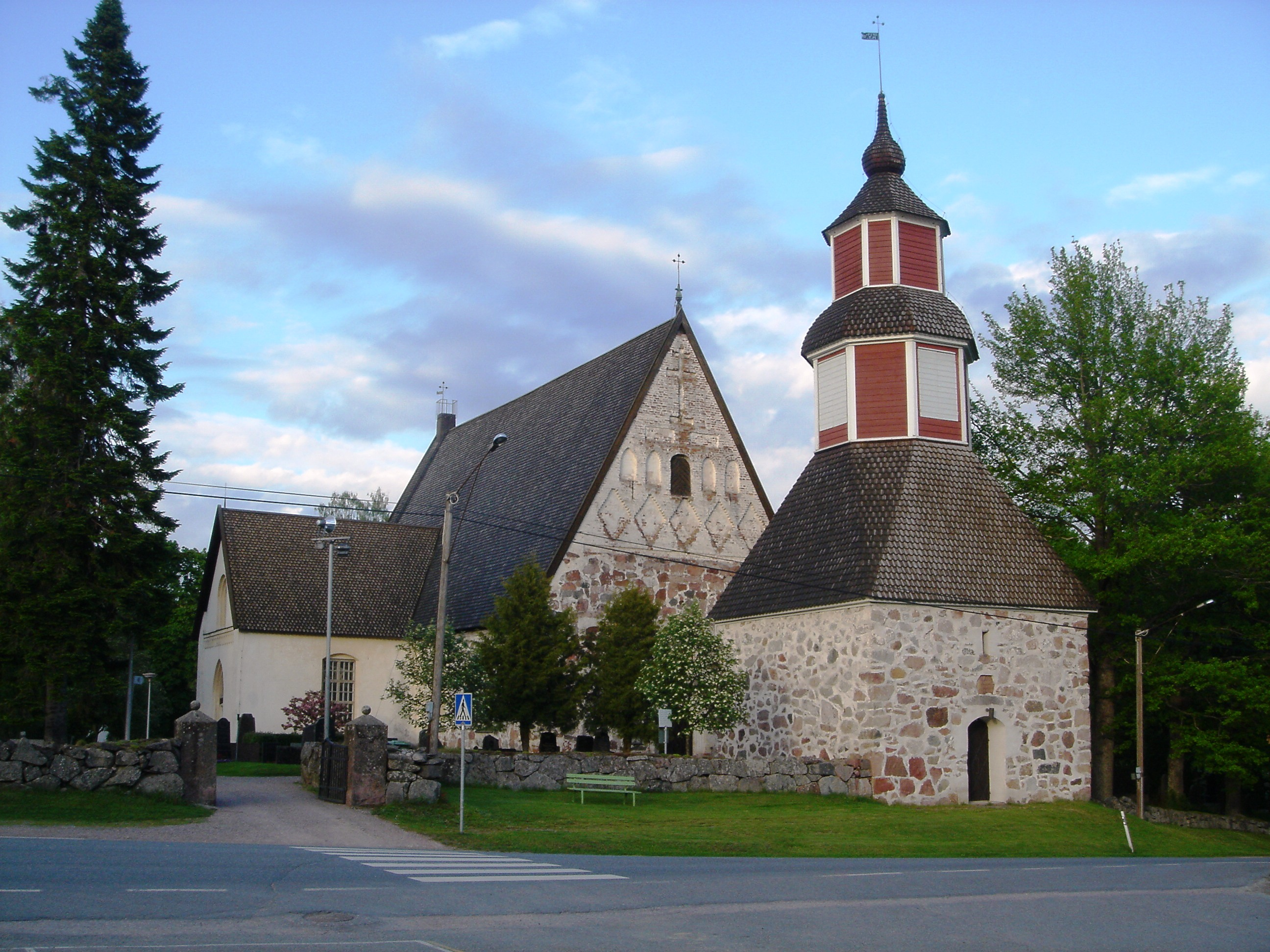
Die mittelalterliche Feldsteinkirche von Janakkala
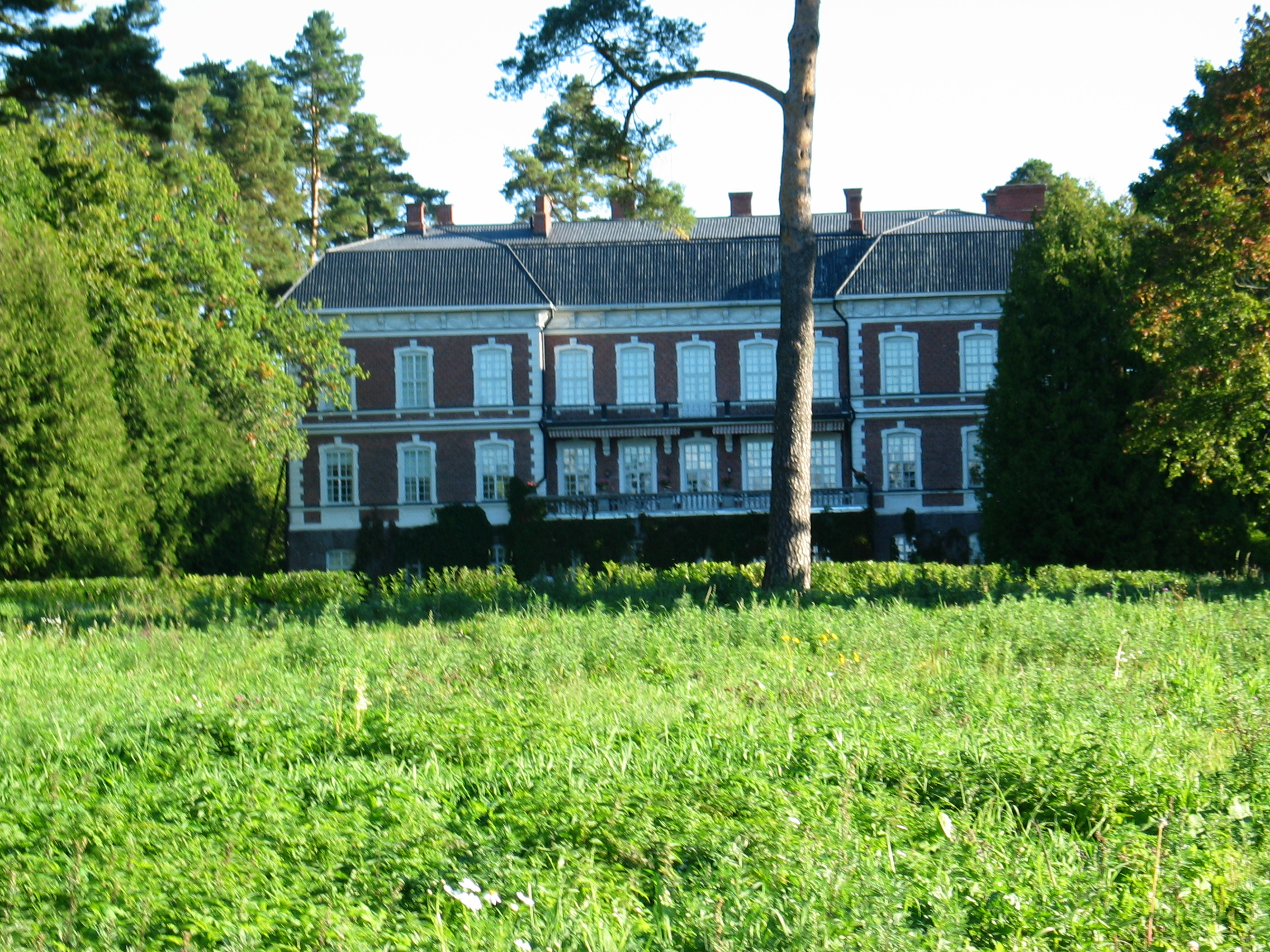
Der Gutshof Vanaantaka
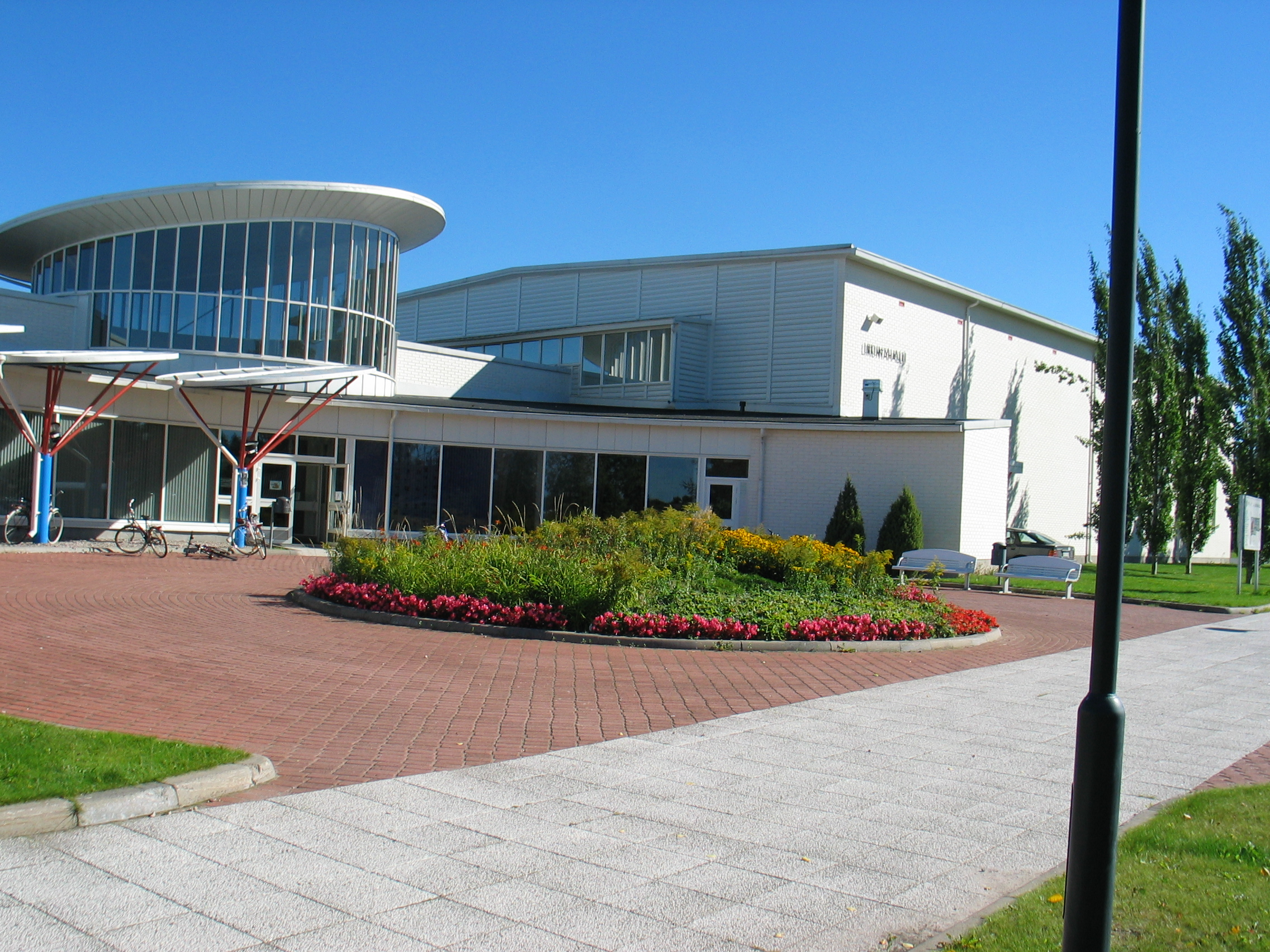
Bibliothek und Sportzentrum von Janakkala